# فابيان ألاركون
فابيان ألاركون (بالإسبانية: Fabián Alarcón)‏ (و. 1947 – م) هو سياسي، ومحام من الإكوادور ولد في كيتو.

## روابط خارجية
- فابيان ألاركون على موقع الموسوعة البريطانية (الإنجليزية)
- فابيان ألاركون على موقع مونزينجر (الألمانية)